# David Ortiz
David Américo Ortiz Arias (Santo Domingo, 18 de novembro de 1975) é um ex-jogador dominicano de beisebol. Jogou pelo Boston Red Sox de 2003 a 2016. Antes, jogou pelo Minnesota Twins (1997-2002). Atuou como primeira base e rebatedor designado em sua carreira.
Ídolo em Boston, Ortiz é reconhecido por crescer nos momentos decisivos. Foi peça-chave na conquista da Série Mundial em 2004, sendo especialmente lembrado pelas finais da Liga Americana contra o New York Yankees, quando foi o MVP. Em 22 de setembro de 2006, ele quebrou o recorde do Red Sox de home runs numa temporada, estabelecido em 1938 por Jimmie Foxx, rebatendo seu 51º e terminando a temporada com 54 — que também é o recorde de home runs para um rebatedor designado. Ademais, é o primeiro jogador na história do clube a rebater 40 ou mais home runs em três temporadas seguidas (2004-06).
O Boston Red Sox aposentou o número 34 de Ortiz em 24 de junho de 2017 e a cidade de Boston renomeou uma rua em homenagem ao dominicano.

## Estatísticas
- 10x selecionado para o All-star game (2004–2008, 2010–2013, 2016);
- 1x vencedor do Home Run Derby (2010);
- 3x campeão da World Series (2004, 2007, 2013; pelo Boston Red Sox);
- MVP da World Series de 2013